# Sollevamento pesi ai Giochi della XXVIII Olimpiade - 48 kg femminile

## Risultati
| Pos | Atleta              | Nazione        | Strappo (kg) | Slancio (kg) | Totale (kg) |
| --- | ------------------- | -------------- | ------------ | ------------ | ----------- |
| 1   | Nurcan Taylan       | Turchia        | 97.5         | 112.5        | 210.0       |
| 2   | Li Zhuo             | Cina           | 92.5         | 112.5        | 205.0       |
| 3   | Aree Wiratthaworn   | Thailandia     | 85.0         | 115.0        | 200.0       |
| 4   | Kunjarani Devi      | India          | 82.5         | 107.5        | 190.0       |
| 5   | Izabela Dragneva    | Bulgaria       | 82.5         | 105.0        | 187.5       |
| 6   | Chen Han-tung       | Taipei cinese  | 80.0         | 102.5        | 182.5       |
| 7   | Blessed Udoh        | Nigeria        | 75.0         | 105.0        | 180.0       |
| 8   | Choe Un-sim         | Corea del Nord | 82.5         | 95.0         | 177.5       |
| 9   | Hiromi Miyake       | Giappone       | 77.5         | 97.5         | 175.0       |
| 10  | Tara Nott           | Stati Uniti    | 77.5         | 95.0         | 172.5       |
| 11  | Chen Wei-ling       | Taipei cinese  | 75.0         | 95.0         | 170.0       |
| 12  | Gema Peris          | Spagna         | 77.5         | 90.0         | 167.5       |
| 13  | Enga Mohamed        | Egitto         | 75.0         | 90.0         | 165.0       |
| —   | Rosmainar Rosmainar | Indonesia      | —            | —            | NF          |
| DSQ | Aye Khine Nan       | Birmania       | 82.5         | 107.5        | 190.0       |

Aye Khine Nan si era classificata quarta, ma fu squalificata dopo essere risultata positiva a uno steroide durante i test antidoping.